# Мятлевская
Мя́тлевская — станция Московской железной дороги в Износковском районе Калужской области на участке Муратовка — Вязьма. Расположена в посёлке Мятлево. Открыта в 1874 году.
Находится на линии Вязьма — Сызрань. Относится к Московско-Смоленскому региону Московской железной дороги. От станции отходят однопутные неэлектрифицированные участки на Износки и Говардово. Железнодорожные пути на самой станции также не электрифицированы. По характеру работы отнесена к 5 классу.

## История
Станция Мятлевская открыта 15 (27) декабря 1874 года, с момента запуска в промышленную эксплуатацию Ряжско-Вяземской железной дороги. К концу 1883 года станция принимала уже более 22 000 пассажиров в год.

Третье место [после Калуги и Алексина] заняла ст. Мятлевская. Возникшая благодаря проведению железной дороги, расположенная при шоссе, между городами Медынью и Юхновым, эта станция а короткое время своего существования успела уже занять видное место. Она отправляет до 800 000 пуд., получает до 1 200 000 пуд. и имеет серьёзные задатки для дальнейшего развития.
[…] и можно полагать, что в недалёком будущем соперничество этой станции окончательно уронит значение Калуги, которая останется лишь административным центром.
В 1875 году было отправлено 14 920 пассажира, принято, — 14 663 чел. А в 1883: принято — 19 924, отправлено — 20 850 человек. В 1883 году общий объём принятых грузов на Мятлевской станции составил 556 001 пуд., а отправленных — 833 449 пуд.

Мятлевская станція Ряжско-Вяземской желѣзной дороги,, въ 59 в. отъ Калуги, Мед. у. Весьма значительный торговый центр (хлеб, соль, сельди, керосин).— А. М. Вусович (1886).
В последующие годы станция имела первостепенное значение для развития промышленности, сельского хозяйства и торговли в регионе. В конце XIX-го и начале XX века, при отсутствии развитой сети шоссейных дорог и практически полным отсутствием автотранспорта, ст. Мятлевская служила востребованным пунктом для отправки и приёма грузов и пассажиров в Калужской губернии.

Торговлю у калужан отбивает соседний город Тульской губ. Алексин (леж. в 50 в. ниже по Оке), сосредоточивший в себе обширную вывозную торговлю на своей окской пристани, а по Сызрано-Вяземской ж. д. отбивает большую часть товаров Мятлевская станция, лежащая на пересечении ж. д. с Рославльским шоссе.— Н. В. Кудрявцев (1895) .
В Первую мировую войну Мятлево оказалось в центре беженского потока. Беженцы следовали по Московско-Варшавскому шоссе. На средства и при содействии Татьянинского комитета, созданного по инициативе Великой княгини Татьяны Николаевны Романовой ищущим убежища и другим пассажирам оказывалась продовольственная и медицинская помощь.
Было открыто Бюро по оформлению проездных документов и регистрации беженцев.
В 1915—1916 годах на станции работало около 104 пленных солдат австро-венгерской и германской армий, которые занимались ремонтом полотна и объектов путевого хозяйства.
В годы Великой Отечественной войны станция имела стратегическое значение при проведении Калужской, Медынско-Мятлевской и Ржевско-Вяземской наступательных операций Красной Армии, при разгроме так называемой мятлевской группировки противника.
После войны было отремонтировано железнодорожное полотно, служебные и технические постройки. Возобновлено регулярное пассажирское сообщение с Калугой и Тёмкино.

## Пассажирское движение
На станции останавливаются все пригородные поезда, следующие до Тёмкино, Вязьмы и Калуги-1.
Имеется сообщение с Калугой I, Вязьмой и Тёмкино. (2 пары ежедневно до Тёмкино, 1 пара по понедельникам, пятницам и выходным до Вязьмы, 3 пары по вторникам, средам и четвергам и 4 пары в остальные дни - до Калуги-1) Участок до Полотняного Завода и до Тёмкино однопутный без электрификации. По маршрутам следуют рельсовые автобусы и автомотрисы.

## Коммерческие операции, выполняемые на станции
О — Посадка и высадка пассажиров на (из) поезда пригородного и местного сообщения. Прием и выдача багажа не производятся.

§ 1 — Прием и выдача повагонных отправок грузов, допускаемых к хранению на открытых площадках станций.

§ 3 — Прием и выдача грузов повагонными и мелкими отправками, загружаемых целыми вагонами, только на подъездных путях и местах необщего пользования

## Публицистика
- Тихонов А. В. Использование труда военнопленных Четверного союза в экономике регионов в годы Первой мировой войны на примере Калужской и Тульской губернии // Вестник Брянского государственного университета : научная работа. — 2016. — № 1. — С. 123—126.